# Nervo axilar
O nervo axilar ou circunflexo é um nervo do corpo humano, que se origina a partir do fascículo posterior do plexo braquial na altura da axila levando fibras nervosas das vértebras C5 e C6. O nervo axilar percorre através do espaço quadrangular com a artéria umeral circunflexa posterior e a veia. O nervo axilar inerva os músculos deltoide e redondo menor.

## Estrutura
O nervo fica primeiro atrás da artéria axilar, e em frente do músculo subescapular, e passa para baixo da borda inferior desse músculo.
Ele então recua, acompanhado da artéria circunflexa posterior do úmero, através de um espaço quadrangular delimitado acima pelo redondo menor, abaixo pelo redondo maior, medialmente pela cabeça longa do tríceps braquial, e lateralmente pelo colo cirúrgico do úmero, e divide-se em ramo anterior, posterior e colateral para o ramo da cabeça longa do tríceps braquial.
- O ramo anterior (ramo superior) segue ao redor de todo colo cirúrgico do úmero, abaixo do músculo deltóide, com os vasos circunflexos posteriores do úmero. Ele segue até a borda anterior do deltóide para fornecer inervação motora. O ramo anterior também se divide em alguns pequenos ramos cutânea, que atravessam o músculo e ficam na sobreposição de pele.
- O ramo posterior (ramo inferior) inerva o redondo menor e a parte posterior do deltóide. O ramo posterior perfura a fáscia profunda e continua como o nervo cutâneo lateral superior do braço, que percorre a borda posterior do deltóide e inerva a pele nos dois terços inferiores da parte posterior deste músculo, bem como cobrindo a cabeça longa do tríceps braquial.
- O ramo motor da cabeça longa do tríceps braquial surge, em média, uma distância de 6 mm (intervalo de 2 a 12 mm) a partir do terminal de divisão do cabo posterior.[1]
- O tronco do nervo axilar se divide em um filamento articular que entra na articulação do ombro abaixo o subescapular.

## Função
O nervo axilar inerva três músculos no braço: deltóide (músculo do ombro), redondo menor (um dos músculos do manguito rotador) e a cabeça longa do tríceps braquial. Tradicionalmente, se pensava que o nervo axilar inervava apenas o deltóide e redondo menor. No entanto, um estudo realizado em 2004, determinou que, em 20 amostras em cadáveres e 15 dissecção cirúrgica de participantes, a cabeça longa foi inervada por um ramo do nervo axilar em todos os casos.
O nervo axilar também carrega informações sensoriais a partir da articulação do ombro, assim como a pele cobrindo a região inferior do músculo deltóide (que é inervado pelo ramo do nervo cutâneo lateral superior do braço do nervo axilar).
O cabo posterior do plexo braquial se divide inferiormente para a articulação glenoumeral, dando origem ao nervo axilar que envolve o colo cirúrgico do úmero, e o nervo radial que envolve o úmero anteriormente e desce ao longo de sua borda lateral.

## Importância clínica
O nervo axilar pode ser ferido em luxações da articulação do ombro, na compressão da axila com uma muleta ou em fratura do colo cirúrgico do úmero. Um exemplo de lesão do nervo axilar inclui paralisia do nervo axilar. Lesão do nervo resulta em:
- Paralisia dos músculos redondo menor e deltóide, resultando em perda da abdução do braço (de 15 a 90 graus), flexão, extensão e rotação do ombro fracas. A paralisia dos músculos redondo menor e deltóide resulta em deformidade do ombro.
- Perda de sensibilidade na pele sobre uma pequena parte na lateral superior do braço.

## Imagens adicionais

Plexo braquial com cursos de nervos espinhais.
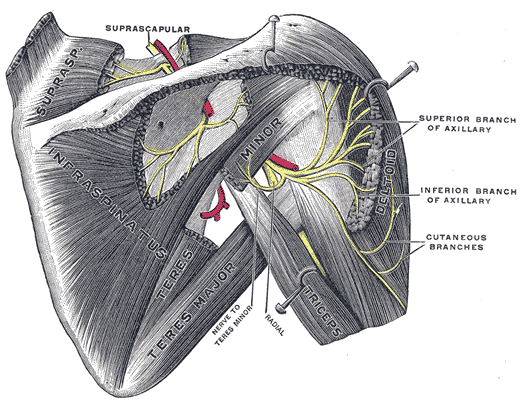
Nervos supraescapular e axilar do lado direito, visto de trás.
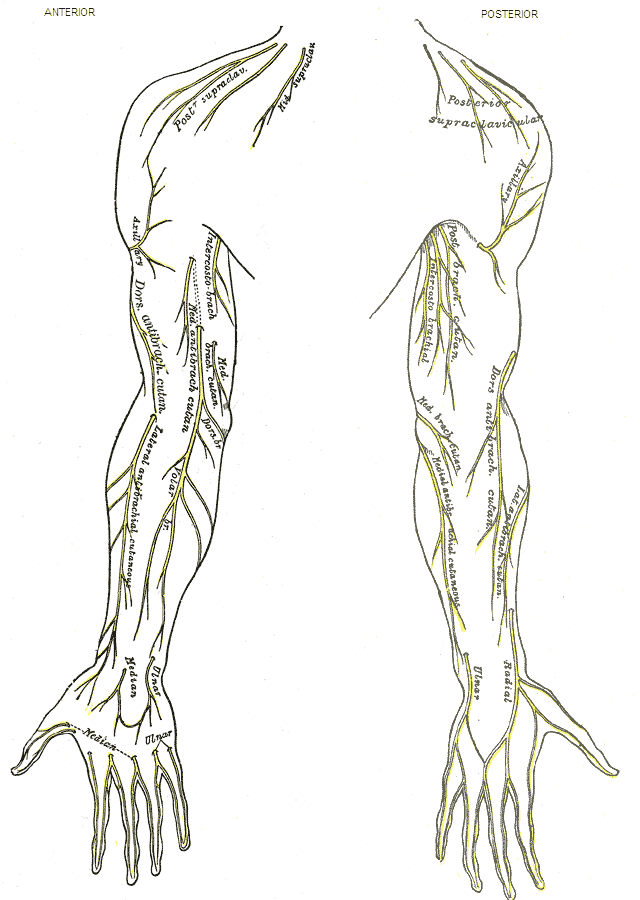
Nervos da extremidade superior direita.
Diagrama de distribuição segmentar dos nervos cutâneo da extremidade superior direita.
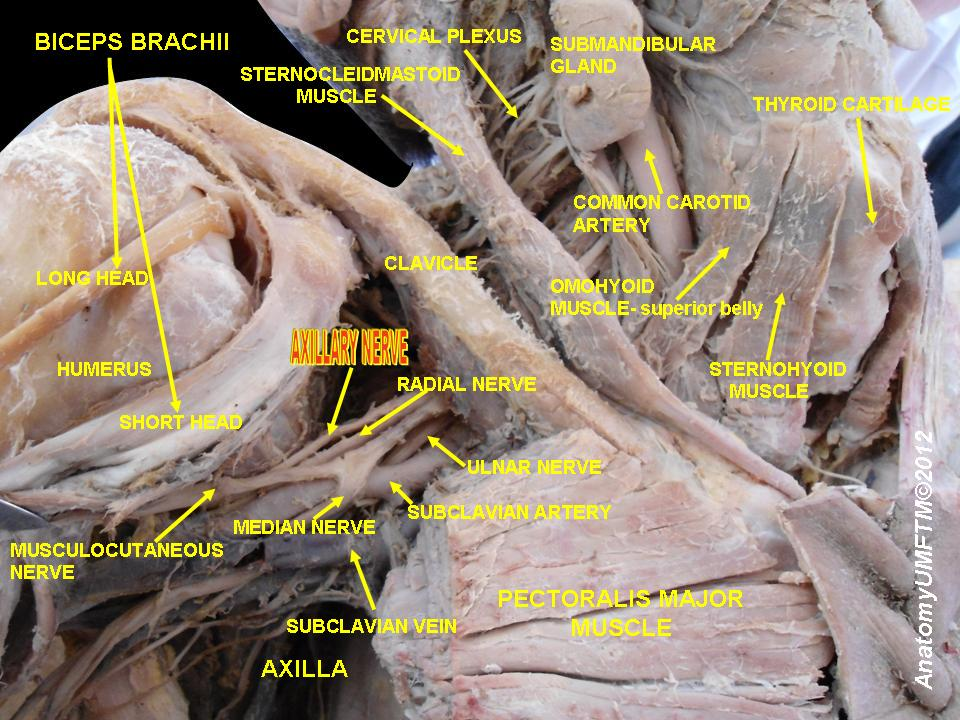
Nervo axilar
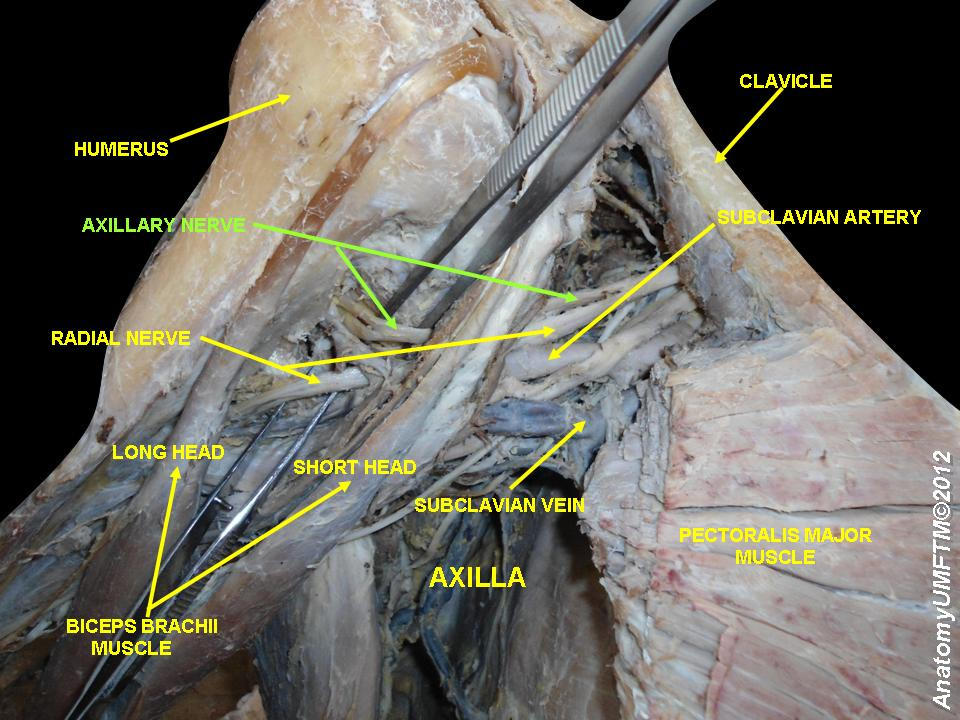
Nervo axilar
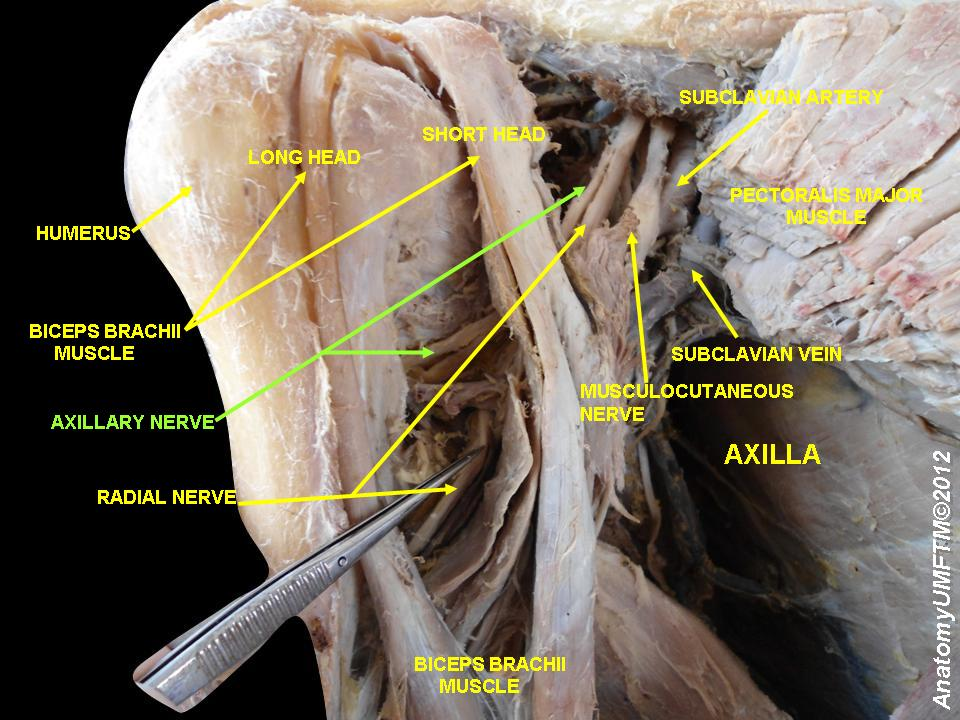
Nervo axilar
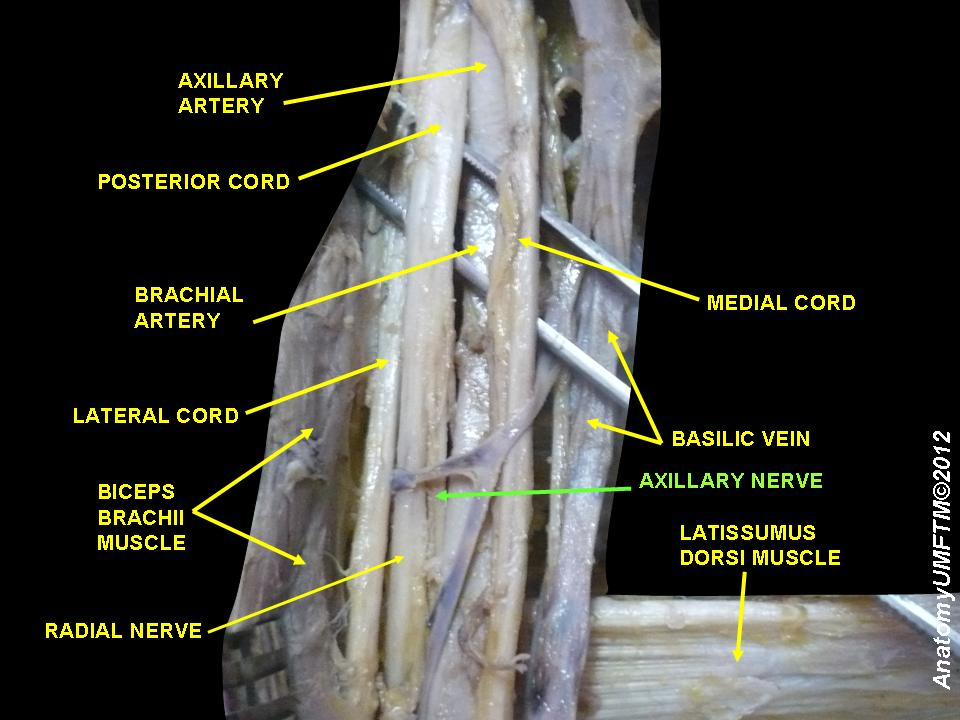
Nervo axilar